# Интерсубъективность
Интерсубъекти́вность — понятие, означающее 1) особую общность; 2) определённую совокупность людей, обладающих общностью установок и воззрений; 3) обобщенный опыт представления предметов.

## Смысл понятия
Понятие интерсубъективности активно разрабатывает Э. Гуссерль в своем фундаментальном трактате «Картезианские размышления». Это понятие раскрывается в ходе разрешения проблемы солипсизма, выявленной в свете «Логических исследований». Суть проблемы в необходимости вывести за пределы феноменологического исследования любые некритически принимаемые постулаты: существования мира, Другого и т. д. для более глубокого анализа форм сознания, задающих аподиктические основания познания. В результате возникает вопрос, на каком основании мы можем признать реальность существования самого мира, а также остальных участников познавательного процесса.
Э. Гуссерль (во многом воспроизведя положения И. Канта, касающиеся места и роли трансцендентальной субъективности в познании) приходит к выводу, что само устройство (конституция) сознания предполагает сложную многоуровневую структуру, в рамках которой важнейшее место занимают качества интенциональности и допредметной данности (горизонта) мира социальных связей и отношений. Эти структуры задают познающей личности границы, в которых становится возможен опыт восприятия любой вещи в мире, а также понимание тождественности всякого Я (ego) некоторому другому Я (alter ego).    
Наличие порядка (структуры),  в процессе сознательной деятельности, причем иерархичного по виду и независимого от случайных особенностей отдельных актов сознания, гарантирует общую достоверность процессу познания, являясь условием становления общей осмысленности сущего.

### Первоисточники
Гуссерль, Э. Логические исследования. Картезианские размышления. Кризис наук и трансцендентальная феноменология. Кризис европейского человечества и философии. Философия как строгая наука. — Мн., М., 2000. — С. 433—515.

### Комментаторская литература
Борисов, Е.В. Исторический аспект познания в поздних работах Э. Гуссерля // Методология науки. Вып. 2. − Томск: Изд-во Томск. ун-та., 1997. − С. 69−80.
Слинин, Я.А. Эдмунд Гуссерль и его Картезианские размышления // Логические исследования. Картезианские размышления. − Мн., М., 2000. − С. 290−323.
"Слинин, Я.А." Феноменология интерсубъективности, 2004 г. публикации.
Харари, Ю.Н. Homo Deus: Краткая история завтрашнего дня, 2015 г.